# Байан (Португалія)
Байа́н (порт. Baião; МФА: [baj.ˈɐ̃w]) — муніципалітет і містечко в Португалії, в окрузі Порту. Розташований у північній частині країни, на теренах історичної португальської провінції Дору-Міню. Належить до Портуської діоцезії Католицької церкви в Португалії. Права міського самоврядування має з 1513 року. Поділяється на 14 парафій. За адміністративним поділом, чинним до 1976 року, був складовою провінції Берегове Дору. Площа муніципалітету — 174,53 км², населення муніципалітету — 20522 ос. (2011); густота населення — 117,58 осіб/км²
. Патрон — святий Варфоломій. Святковий день муніципалітету — 24 серпня. Поштовий індекс — 4640.  Код місцевої адміністративної одиниці — 1302. Складова статистичного регіону Північ.

## Географія
Байан розташований на півночі Португалії, на сході округу Порту.
Байан межує на півночі з муніципалітетом Амаранте, на сході — з муніципалітетами Пезу-да-Регуа і Мезан-Фріу, на півдні — з муніципалітетами Резенде і Сінфайнш, на заході — з муніципалітетом Марку-де-Канавезеш.

## Історія
1513 року португальський король Мануел I надав Байану форал, яким визнав за поселенням статус містечка та муніципальні самоврядні права.

## Населення
| Кількість мешканців | Кількість мешканців | Кількість мешканців | Кількість мешканців | Кількість мешканців | Кількість мешканців | Кількість мешканців | Кількість мешканців | Кількість мешканців | Кількість мешканців | Кількість мешканців | Кількість мешканців | Кількість мешканців | Кількість мешканців | Кількість мешканців | Кількість мешканців |
| ------------------- | ------------------- | ------------------- | ------------------- | ------------------- | ------------------- | ------------------- | ------------------- | ------------------- | ------------------- | ------------------- | ------------------- | ------------------- | ------------------- | ------------------- | ------------------- |
| 1864                | 1878                | 1890                | 1900                | 1911                | 1920                | 1930                | 1940                | 1950                | 1960                | 1970                | 1981                | 1991                | 2001                | 2011                |                     |
| 19 376              | 21 667              | 22 755              | 23 139              | 25 103              | 25 224              | 26 886              | 29 201              | 29 866              | 28 864              | 25 790              | 24 438              | 22 456              | 22 355              | 20 522              |                     |